# Suleiman Braimoh
Suleiman Okhaifoede Braimoh jr. (Benin City, 19 ottobre 1989) è un cestista nigeriano.

## Palmarès

### Squadra
- Campionato israeliano: 1

Maccabi Tel Aviv: 2022-2023
- Coppa di Israele: 1

Hapoel Gerusalemme: 2019-20
- Coppa di Lega israeliana: 1

Hapoel Gerusalemme: 2019

### Individuale
- VTB United League Sixth Man of the Year: 1

Enisey: 2016-17
- Ligat ha'Al Sixth Man of the Year: 2

Hapoel Eilat: 2018-19
Hapoel Gerusalemme: 2019-20
- All-Israeli League Second Team: 1

Hapoel Eilat: 2018-19
- MVP Coppa di Lega israeliana: 1

Hapoel Gerusalemme: 2019